# V Film

Logotypen för V Film

V Film (tidigare Viasat Film) är en serie svenska betalkanaler i TV som sänder långfilmer från bland annat Hollywood och Skandinavien. Kanalerna ägs av Viaplay Group-ägda Viasat och startade den 27 augusti 1989 under namnet TV1000. Utbudet breddades avsevärt vid sammanslagningen med TV-kanalen SF Succé 1991. För att markera 20-årsjubileet av kanalen bytte man namn till Viasat Film i hela Norden. Sedan 1995 finns det systerkanaler som under årens lopp blivit allt fler till antalet. Viasat film-kanalerna innehåller ingen reklam, utan finansieras uteslutande av abonnemangsavgifter och säljs som premiumkanaler av operatörerna.

## Kanaler
- V Film Premiere - Visar de senaste blockbuster-filmerna.
- V Film Action - Visar actionfilmer.
- V Film Family - Visar familjefilmer och komedifilmer.
- V Film Hits - Visar storfilmer, klassiker och nordiska filmer.
- V Series - Visar framförallt serier.

## Historik

### Lanseringen
Viasat Film lanserades ursprungligen under namnet TV 1000 i Sverige men kom sedan även till Danmark och Norge, samt, ytterligare ett par år senare, till Finland. Under en stor del av 1990-talet hade TV 1000 problem att gå ihop finansiellt. I syfte att vända sina förlustsiffror till en ekonomisk vinst, skedde vid upprepade tillfällen förhandlingar med den lika förlusttyngda konkurrenten Filmnet om sammanslagning. Trots de upprepade försöken lyckades man aldrig komma överens.

### Viasat Film
Den 1 mars 2012 döptes TV1000 om till Viasat Film. Viasat Film innehåller ett antal nischade systerkanaler med olika målgrupper och inriktning:
- Viasat Film Premiere och Viasat Film Premiere HD
- Viasat Film Action och Viasat Film Action HD
- Viasat Film Family och Viasat Film Family HD
- Viasat Film Comedy och Viasat Film Comedy HD
- Viasat Film Hits
- Viasat Series

### V Film
Den 1 juni 2020 bytte alla Viasats filmkanaler namn från Viasat till V. V Film innehåller ett antal nischade systerkanaler med olika målgrupper och inriktning:
- V Film Premiere och V Film Premiere HD
- V Film Action och V Film Action HD
- V Film Hits HD
- V Film Family
- V Series HD

## Distribution
De svenska kanalerna distribueras via Viasat och finns i programpaket Viasat Guld samt Viasats intressepaket "Film". Viasat filmkanalerna finns bland annat hos kabel-tv-operatörerna Com Hem, Tele2, och SPA samt via IPTV hos Telia, där kanalerna ligger i ett eget paket och måste abonneras separat från övriga kanaler. 2004 lanserade även Bredbandsbolaget Viasat Film-kanalerna genom sitt bredbandsnät. 

### Fotnoter
1. ↑  ”MTG lanserar nya varumärket Viasat Film samt 4 nya HD-kanaler”. Arkiverad från originalet den 23 november 2012. https://web.archive.org/web/20121123153342/http://www.mtg.se/sv/medier/pressmeddelanden/mtg-lanserar-nya-varumarket-viasat-film-samt-4-nya-hd-kanaler/. Läst 9 januari 2012.